# Living with Fran
Living With Fran was een Amerikaanse sitcom van de zender The CW die in België werd uitgezonden door de zender VTM en in Nederland door RTL. De reeks bestaat uit 2 seizoenen van elk 13 afleveringen.

## Achtergrond
Fran Reeves is een binnenhuisarchitecte. Ze is gescheiden van haar man Ted Reeves, waarvan ze op 17-jarige leeftijd een zoon baarde. Fran woont samen met haar vriend Riley, haar moeder Nana en haar twee kinderen Josh en Allison. Josh werd door zijn vader Ted verplicht om studies geneeskunde te volgen. Hij is gestopt met de opleiding toen bleek dat hij niet tegen bloed kon. Daarna ging hij werken in een videozaak.
Fran krijgt, tot haar grote ergernis, regelmatig bezoek van haar ex-man Ted en haar ongetrouwde nicht Merrill. Daarnaast keuren veel familieleden en kennissen haar relatie met de jongere Riley af. Haar zoon Josh kan het niet laten om regelmatig met hen de spot te drijven.

## Rolverdeling
| Acteur              | Personage            | Opmerking |
| ------------------- | -------------------- | --- |
| Fran Drescher       | Fran Reeves          | Binnenhuisarchitecte |
| Ryan McPartlin      | Riley Douglas Martin | Haar 26-jarige vriend. |
| Misti Traya         | Allison Reeves       | Haar 15-jarige dochter. Heeft geen probleem met de relatie van haar moeder met Riley, maar wel een persoonlijk probleem met haar broer Josh.                                         |
| Ben Feldman         | Josh Reeves          | Haar 21-jarige zoon. Heeft wel een probleem met de relatie van zijn moeder met Riley.                                                                                                |
| Charles Shaughnessy | Ted Reeves           | hij heeft een slechte relatie met zijn kinderen Josh en Allison. Hij pest ook regelmatig Josh, Fran en Riley, maar is iets vriendelijker tegen Allison. Hij valt op jongere vrouwen. |
| Debi Mazar          | Merrill              | Een ongetrouwde nicht van Fran die op zeker ogenblik een relatie aangaat met een vriend van Riley.                                                                                   |
| Ryan Devlin         | Todd                 | De oudere vriend van Allison, tot ergernis van Fran en Riley. In het tweede seizoen stopt Allison de relatie.                                                                        |
| Lainie Kazan        | "Nana" Cookie        | De bemoeizuchtige moeder van Fran. Ze heeft niets tegen Riley als persoon, maar heeft het moeilijk met de relatie.                                                                   |
| Caitlin Crosby      | Becca                | Vriendin van Allison die een oogje heeft op Josh, maar hij is niet geïnteresseerd in haar.                                                                                           |
| Hal Linden          | Hal                  | De vader van Fran. Hij is tegen de relatie en denkt dat Riley een profiteur is. |
| Marilu Henner       | Donna Martin         | De onbeschofte moeder van Riley die Fran omschrijft als "een antiek stuk voor Riley". Haar mening verandert later gedeeltelijk.                                                      |
| John Schneider      | Tom Martin           | De vader van Riley met wie hij een echte, sterke vader-zoon-relatie heeft. |
| Jenny Martin        |                      | zus van Riley die in een dronken bui trouwde met Josh. Hun huwelijk werd later ongedaan gemaakt gezien de omstandigheden.                                                            |

## Trivia
- Volgens de reeks had het personage "Fran Reeves" op 17-jarige leeftijd een zoon die er nu 21 is. Het personage "Fran Reeves" zou dan 38 jaar zijn. Ze heeft een relatie met Riley die 26 jaar is. In de reeks is er een leeftijdsverschil van 12 jaar. In realiteit was actrice Fran Drescher bij start van de reeks 47 jaar oud en Ryan McPartlin 29 jaar, waardoor er een werkelijk leeftijdsverschil is van 18 jaar.
- De eerste reeks werd in Amerika afgebroken na aflevering 6 wegens tegenvallende kijkcijfers. Toch keerde de serie enkele weken later terug.
- Het tweede seizoen eindigt met een cliffhanger: Riley vraagt Fran ten huwelijk. Haar antwoord wordt niet getoond en een derde reeks werd niet gemaakt.
- De cast bestond ook uit een aantal acteurs die in de serie The Nanny een andere rol hadden, waaronder:
  - Fran Drescher: als kinderoppas "Fran Fine"
  - Charles Shaughnessy: als Broadway musicalproducer "Maxwell Sheffield". Was eerst werkgever, daarna verloofd en uiteindelijk getrouwd met "Fran Fine"
- De originele titel was Shacking Up, maar werd in laatste instantie aangepast naar Living with Fran.